# Črni smodnik
Smodnik, imenovan tudi črni smodnik, je mešanica žvepla, oglja in kalijevega nitrata. Gori hitro in proizvajajo velike količine vročih plinov in trdnih snovi, ki se lahko uporabljajo kot pogonsko gorivo v strelnem orožju in kot pirotehnično sestavo v ognjemetu. Izraz smodnik se nanaša tudi na splošno za druga pogonska goriva v prahu. Moderna strelna orožja ne uporabljajo tradicionalnega smodnika (črn prah), opisanega v tem članku, ampak uporabljajo brezdimni smodnik. Antična orožja ali replike starinskega orožja pogosto uporabljajo nadomestek črnega smodnika.

## Identifikacija snovi ali pripravka
Črni smodnik je mešanica kalijevega nitrata (KNo3), oglja in žvepla (S). Kalijev nitrat zagotavlja kisik za reakcijo, oglje zagotavlja ogljik (C) za gorivo in žveplo zagotavlja gorenje, znižuje temperaturo vžiga in povečuje hitrost zgorevanja. Dobimo ga tako, da granule sestavin zmešamo v plastični ali leseni posodi v razmerju: 75 % kalijevega nitrata, 15 % oglja in 10 % žvepla. Črni smodnik se lahko izvede samo z uporabo kalijevega nitrata in oglja, vendar brez žvepla v prahu nima tako močnega učinka. Gori zelo hitro, pri gorenju nastaja velika količina vročega plina, sestavljenega iz ogljikovega dioksida in monoksida, vode in dušika ter trdih delcev kalijevega sulfida. Uvršča se med eksplozive z relativno počasnim razkrojem in s tem posledično manjšim učinkom eksplozije.

## Zgodovina uporabe črnega smodnika
Črni smodnik je bil izumljen, dokumentiran in uporabljen v Starodavni Kitajski, kjer kitajske vojaške sile prvič uporabijo orožje ter tehnologijo na podlagi črnega smodnika (rakete, puške, topove) ter eksploziva (granate ter različne vrste bomb) proti Mongolom, kjer so le ti hoteli doseči ter okupirati utrjeno kitajsko mesto na severu Kitajske.
Potem ko so Mongoli osvojili Kitajsko ter ustanovili dinastijo Yuan, so le-ti uporabili kitajsko orožje na podlagi črnega smodnika za invazijo na Japonsko. Kitajci so uporabljali črn smodnik tudi kot pogonsko gorivo za rakete. Še vedno pa se krešejo mnenja, kot npr. kdo je odkril kolo, kdo je izumil oz. odkril črni smodnik pred ali za Kitajci oz. njihovi sosedi ter bližnjimi kulturami.

## Uporaba črnega smodnika
Črni smodnik  je zelo primeren v modernih vojskah za slepe naboje, signalne rakete, petarde, simulator topniškega ognja.
Poleg tega, da se črni smodnik uporablja kot eksploziv, so v zgodovini  črni smodnik uporabljali tudi za druge namene, in sicer po bitki pri Aspern-Essling (1809), je kirurg iz Napoleonove vojske Larrey proti pomanjkanju hrane za ranjence v njegovi oskrbi pripravljal juho iz konjskega mesa, za nadomestek soli pa je uporabljal črni smodnik.